# Ванесса Браун
Ване́сса Бра́ун (англ. Vanessa Brown; 24 березня 1928 — 21 травня 1999) — американська акторка, телеведуча та письменник.

## Життєпис
Ванесса Браун народилася у Відні, в родині двох володарів докторського ступеня, викладача іноземних мов Неша Брінд і психолога Анни Брінд. Коли їй було 9 років, родина втекла у Францію, а потім у США, щоб уникнути нацистів.
Ванесса була розвиненою дитиною, вона говорила німецькою, французькою, італійською та англійською мовами, навчалася в початковій школі в Мангеттені. Коли вона дізналася, що постановці «Варта на Рейні» потрібна була дівчинка з німецьким акцентом, позичила грошей на оплату проїзду в підземці, і відразу пішла до автора постановки Ліліан Геллман, і запропонувала себе як дублера. До кінця постановки, вона стала постійною дублеркою.
У 14 років Браун була ведучою радіо-шоу «Дитяча вікторина», яке йшло з 1940 по 1953, де команда у складі п'яти обдарованих дітей відповідала на запитання слухачів і глядачів студії.
Девід О. Селзнік зачарований Ванессою Браун привів її в Голлівуд. Де, в 1944 році, в 16 років вона з'явилася в своєму першому фільмі «Распоясавшаяся молодь». Під час розквіту своєї кар'єри, акторка з'явилася в таких різноманітних постановках як «Сверблячка сьомого року» на Бродвеї (в фільмі зіграла цю Мерилін Монро) і кінофільмі «Тарзан і рабиня».
Браун гастролювала з Кетрін Хепберн у постановці театру Гільдії Шекспіра «Як вам це сподобається» і стала чимось на зразок протеже легендарної акторки.
Серед основних фільмів Браун кінця 1940-х і початку 1950-х були «Я завжди любив тебе», «Пізній Джордж Аплі», «Привид і місіс Мьюр», «Лисиці в Харроу», «Спадкоємиця», «Винищувач» і «Злі й гарні».
Браун також була драматургом, письменником і журналісткою. Вона написала новелу «Європа і Бик» та публіцистичну книгу «Кадрова політика міністра праці Вілларда Вірца». Вона була кореспондентом «Голосу Америки» і часто публікувалася в «The Times» та інших виданнях.
За свій внесок у розвиток кіноіндустрії Ванесса удостоєна Зірки на Голлівудській алеї слави. Номер зірки — 1600. І за внесок у розвиток телебачення — 6500.

## Родина
15 серпня 1950 Ванесса вийшла заміж за Роберта Франкліна, шлюб тривав до 1957. Через два роки 29 листопада 1959 році вона стала дружиною Марка Сендрича, через 30 років спільного шлюбу пара так само розлучилася. У цьому шлюбі в них народилося двоє дітей. Останні роки життя акторка тяжко хворіла. Ванесса Браун померла 21 травня 1999 року у віці 71 року в Каліфорнійському місті Вудленд-Гіллз.

## Фільмографія
| Рік  |   | Українська назва      | Оригінальна назва          | Роль            |
| ---- | - | --------------------- | -------------------------- | --------------- |
| 1967 | ф | Розі!                 | Rosie!                     | Едіт Шоу        |
| 1952 | ф | Злі й гарні           | The Bad and the Beautiful  | Кей Аміель      |
| 1949 | ф | Великий Джек          | Big Jack                   | Патрісія Магоні |
| 1945 | ф | Дівчина з Лімберлосту | The Girl of the Limberlost | Гелен Браунлі   |
| 1949 | ф | Спадкоємниця          | The Heiress                | Марія           |